# Gonomyia bicircularis
Gonomyia bicircularis är en tvåvingeart som beskrevs av Alexander 1962. Gonomyia bicircularis ingår i släktet Gonomyia och familjen småharkrankar. Inga underarter finns listade i Catalogue of Life.